# 台ダム
台ダム（うてなダム）は、愛媛県今治市大三島町、二級河川・台本川水系台本川上流部に建設されたダムである。ダムの名称は「台（うてな）」であるが、ダム右岸にある管理事務所の所在地は今治市大三島町宮浦6367である。

## 概要
洪水調節・不特定利水・上水道を目的とする、愛媛県営の多目的ダムである。台ダムは瀬戸内海の中央部に浮かぶ大三島南部を流れる台本川の上流部に位置している。この台本川は島の中央部にある鷲ケ頭山から台海岸で瀬戸内海に注ぐ全長3.7kmの川で、普段は流量は少ない川であるが、一度集中豪雨に見舞われると一度に下る為下流は洪水に見舞われる。実際に河口付近では天井川になっている。また大三島には農業用水や生活用水をまかなえるような大きな川や池がないため、これらの問題を解決する為に建設されたのが台ダムである。台ダムの建設によって大三島と隣の伯方島の生活用水の供給源になっている。

## 周辺
ダムの北側にそびえる鷲ケ頭山の北麓にはオオヤマツミを祀る大山祇神社があり、数多くの国宝が収蔵されているほか、伊予国一の宮である。

## 引用・注釈
1. ↑  今治地方局 台ダム管理事務所